# Tércia Montenegro
Tércia Montenegro Lemos (Fortaleza, 24 de Setembro de 1976) é professora e escritora brasileira com graduação em Letras pela Universidade Federal do Ceará em 1999, mestrado em Literatura Brasileira em 2002 e doutorado em Linguística em 2008 pela mesma instituição. Desde 2009, é professora adjunta do Departamento de Letras Vernáculas, da Universidade Federal do Ceará.

## Carreira
Sua obra de estreia foi o livro de contos O Vendedor de Judas, em 1998, que recebeu o prêmio Funarte. Esse livro é adotado, desde 2002, como livro paradidático em diversas escolas em Fortaleza. No ano de 2008, foi selecionado pelo Programa Nacional Biblioteca da Escola (PNBE), do Ministério da Educação (MEC), como um título recomendado pelo governo para o Ensino Fundamental.
Em 2000, publicou o livro Linha Férrea, através do Prêmio Redescoberta da Literatura Brasileira, promovido pela Revista Cult. O Grupo Teatral Cabauêba adaptou oito contos do livro para o teatro. A peça homônima ficou em cartaz nos teatros Sesc Emiliano Queiroz e Dragão do Mar no ano de 2004.
Seu terceiro livro de contos, O Resto de teu Corpo no Aquário, foi lançado em 2005 pela Secretaria de Cultura do Estado do Ceará, através do Prêmio de Incentivo à Publicação e Divulgação de Obra Inédita.
Em 2013, o seu livro O Tempo em Estado Sólido foi finalista nos prêmios Jabuti e Portugal Telecom de Literatura.
A escritora também escreve literatura infantil, tendo quatro livros publicados na área: Um Pequeno Gesto, O Gosto dos Nomes, Vítor cabeça-de-vento e História de uma Calça.

## Obras

### Romance
- 2015 - Turismo para Cegos[5]

### Biografia
- Rachel: o mundo por escrito

### Contos e Crônicas
- 1998 - O Vendedor de Judas (Edições UFC)
- 2001 - Linha Férrea (Lemos Editorial)
- 2005 - O Resto de teu Corpo no Aquário (Secretaria de Cultura do Estado do Ceará)
- 2012 - O Tempo em Estado Sólido
- 2)012 - Os Espantos
- 2014 - Meu Destino Exótico

### Infantil
- 2006 - Um Pequeno Gesto (Demócrito Rocha / APDMCE)
- 2006 - O Gosto dos Nomes (Seduc)
- 2008 - Vítor Cabeça-de-Vento (Conhecimento)
- 2008 - História de uma Calça (Tecnograf)

## Prêmios
- 1998 - Prêmio Funarte, com o livro de contos O Vendedor de Judas[1]
- 2000 - Prêmio Redescoberta da Literatura Brasileira, da Revista Cult, com o livro Linha Férrea[2]
- 2005 - Prêmio de Incentivo à Publicação e Divulgação de Obra Inédita, da Secretaria de Cultura do Estado do Ceará, para publicação do livro Resto de teu Corpo no Aquário[3]